# Antennoeme quadriplagiata
Antennoeme quadriplagiata is een keversoort uit de familie boktorren (Cerambycidae). De wetenschappelijke naam van de soort is voor het eerst geldig gepubliceerd in 1911 door Hintz.